# Ussy-sur-Marne
Ussy-sur-Marne ist eine französische Gemeinde im Département Seine-et-Marne in der Region Île-de-France. Sie gehört zum Kanton La Ferté-sous-Jouarre im Arrondissement Meaux.
Die Einwohner werden Ussois oder Ussoises genannt.

## Geographie
Die Marne bildet im Süden die Grenze zu Saint-Jean-les-Deux-Jumeaux, Sammeron und Sept-Sorts. Die weiteren Nachbargemeinden sind Changis-sur-Marne im Westen, Jaignes im Norden, Chamigny im Nordosten und La Ferté-sous-Jouarre im Südosten.

## Bevölkerungsentwicklung
| Jahr      | 1962 | 1968 | 1975 | 1982 | 1990 | 1999 | 2008 | 2017 |
| --------- | ---- | ---- | ---- | ---- | ---- | ---- | ---- | ---- |
| Einwohner | 504  | 506  | 656  | 603  | 720  | 841  | 942  | 1067 |

## Sehenswürdigkeiten
- Eine der sogenannten Freyssinets 5 Marnebrücken

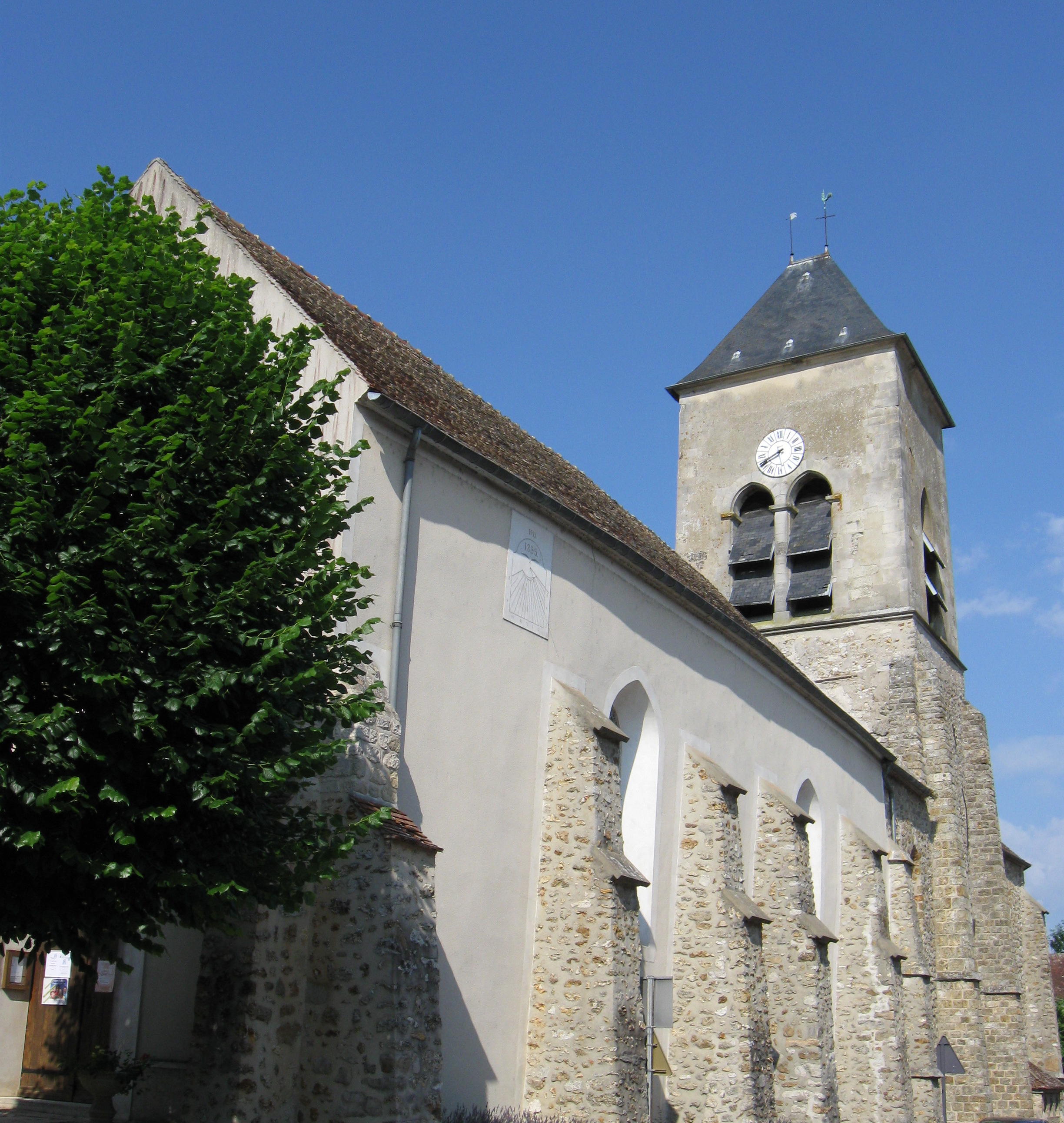
Kirche Saint-Athaire
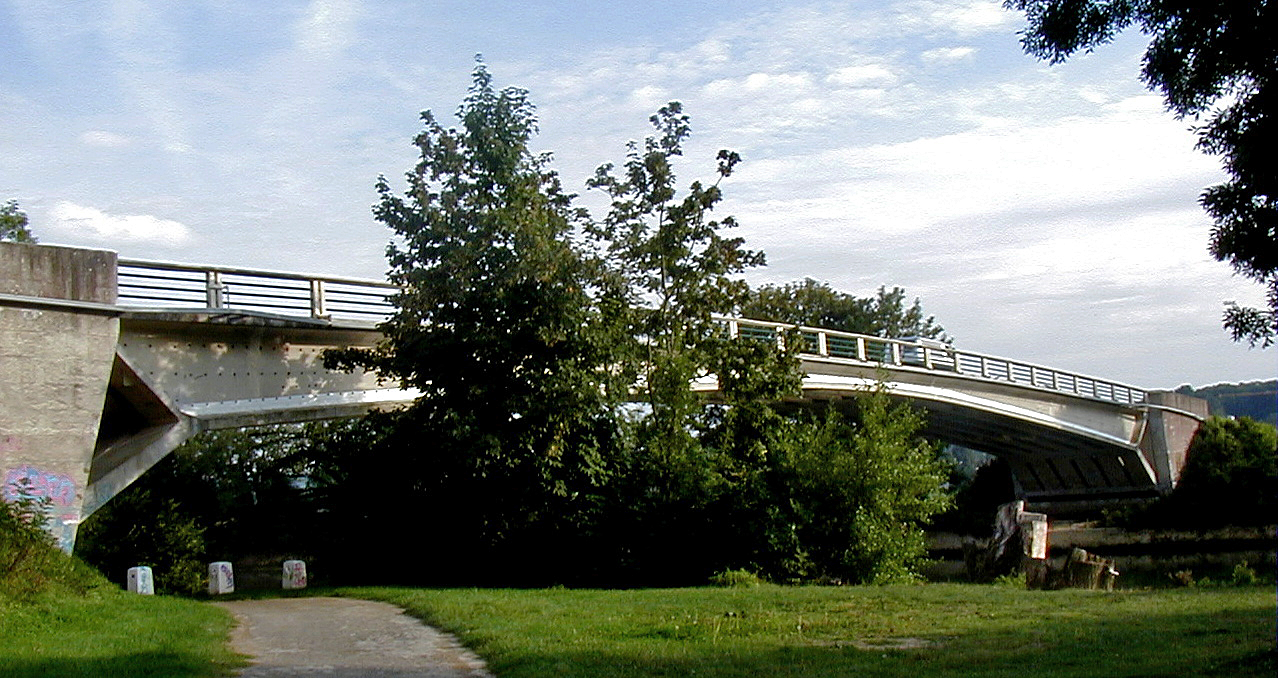
Straßenbrücke über die Marne nach dem Entwurf von Eugène Freyssinet

- Kirche Saint-Athaire
- Straßenbrücke über die Marne nach dem Entwurf von Eugène Freyssinet